# 1862 en arts plastiques
| Années des arts plastiques : 1859 - 1860 - 1861 - 1862 - 1863 - 1864 - 1865    |
| Décennies des arts plastiques : 1830 - 1840 - 1850 - 1860 - 1870 - 1880 - 1890 |

Cette page concerne l'année 1862 en arts plastiques.

## Œuvres

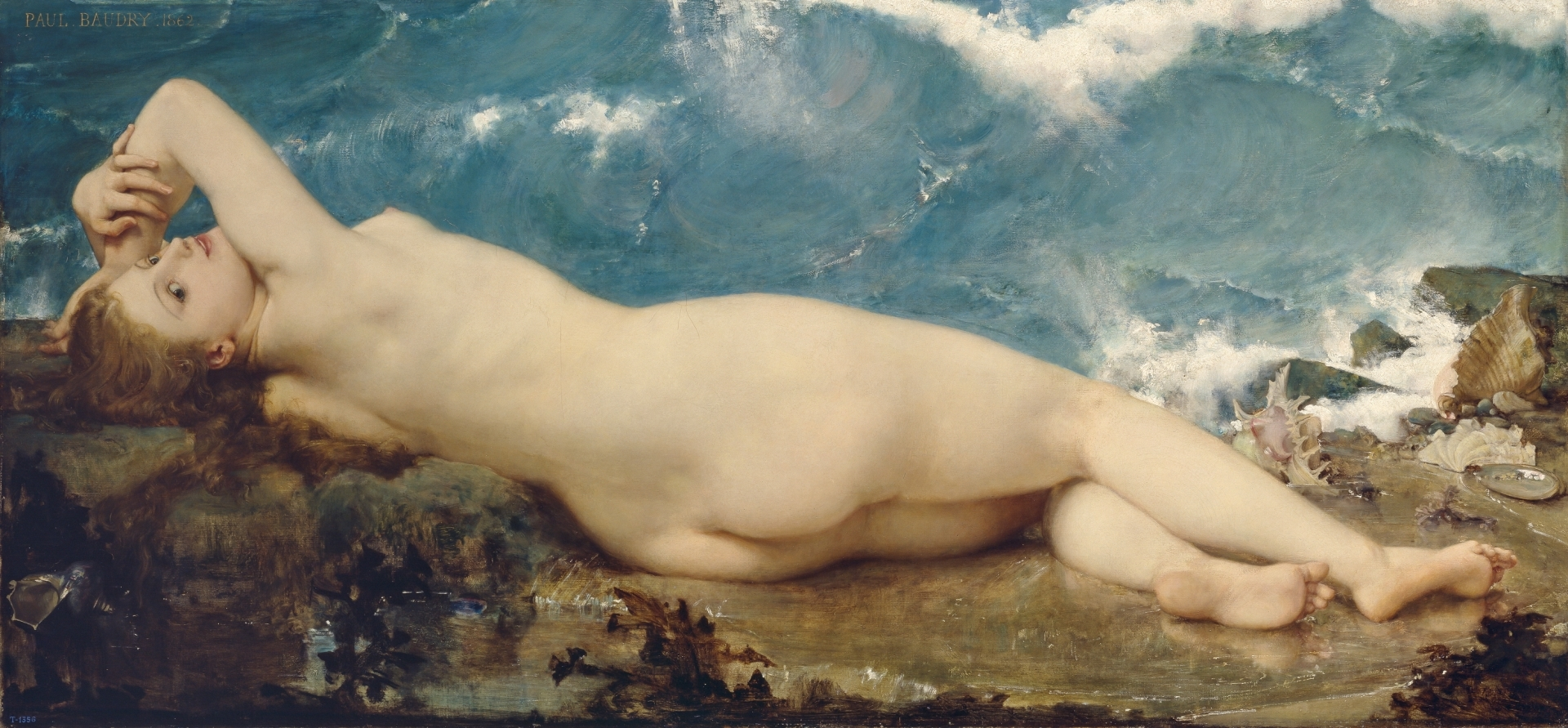
La perle et la vague, toile de Paul Baudry

- Lola de Valence : peinture à l'huile d'Édouard Manet,
- Mlle V. en costume d'espada : peinture à l'huile d'Édouard Manet,
- La Musique aux Tuileries : peinture à l'huile d'Édouard Manet,
- Le Vieux Musicien : peinture à l'huile d'Édouard Manet.

## Naissances
- 1er janvier :
  - Ethel Brilliana Tweedie, écrivain, photographe, peintre, aquarelliste et illustratrice britannique († 15 avril 1940),
  - Vassily Denissov, peintre symboliste, décorateur de théâtre et graphiste polonais puis russe puis soviétique († 1er mai 1922),
- 20 janvier : José Silbert, peintre français († 1er juillet 1936),
- 21 janvier : Frantz Charlet, peintre et graveur belge († 28 août 1928),
- 22 janvier : Joseph Bail, peintre français († 28 novembre 1921),

- 1er février : Jules Guiboud, peintre français de l’école de Murol († 1933),
- 20 février : William Julian-Damazy, graveur, peintre et illustrateur français († 14 mai 1925),
- 26 février : Fanny Brate, peintre suédoise († 24 avril 1940),
- 28 février : Albert Joseph Pénot, peintre français († 17 octobre 1930),

- 5 mars : Matsuoka Hisashi, peintre japonais de style yōga († 28 avril 1944),
- 15 mars : Jules Lagae, sculpteur belge († 2 juin 1931),
- 18 mars : Eugène Jansson, peintre suédois († 15 juin 1915),
- 19 mars :
  - Ruggero Panerai, peintre italien († 24 octobre 1923),
  - Marcel Rieder, peintre français († 30 mars 1942),
- 20 mars : Ernest Jean Chevalier, peintre français († 3 novembre 1917),
- 22 mars : Léon Fauché, peintre français († 15 février 1950),

- 4 avril : Leonid Pasternak, peintre russe puis soviétique († 31 mai 1945),
- 7 avril : Christian Landenberger, peintre allemand († 13 février 1927),
- 15 avril : René Ménard, peintre symboliste français († 13 janvier 1930),
- 20 avril : Alfred-Charles Weber, peintre français († 11 décembre 1922),
- 24 avril :
  - Gaston Bussière, peintre français († 29 octobre 1928),
  - Henri Delavallée, peintre français († 12 juin 1943),
- 9 mai :
  - Edmond Defonte, peintre français († 4 octobre 1948),
  - James Doyle Penrose, peintre irlandais († 2 janvier 1932),
- 15 mai : Ferdinand Sinet, peintre, portraitiste et portraitiste canin français († 15 septembre 1947),
- 16 mai : Willem de Zwart, peintre et graveur néerlandais († 11 décembre 1931),
- 21 mai : Charles-Boris de Jankowski, peintre, dessinateur, lithographe et illustrateur polonais († 7 décembre 1941),
- 27 mai : Charles Malfroy, peintre français († 21 juillet 1939),
- 31 mai : Mikhaïl Nesterov, peintre russe puis soviétique († 18 octobre 1942),

- 8 juin : Emmanuel Aladjalov, peintre russe puis soviétique († 19 février 1934),
- 18 juin :
  - Eugène Cadel, peintre, graveur, critique d'art et enseignant français († 27 septembre 1941),
  - Ismaël Gentz, peintre allemand († 20 octobre 1914),
- 20 juin : Alfred-Louis Bahuet, peintre, graveur et lithographe français († 1910),
- 21 juin : Pierre-Émile Cornillier, peintre et écrivain français († 1948),
- 27 juin : Fernand Salkin, militaire et peintre français († 21 janvier 1937),

- 4 juillet : Marguerite Thyes, peintre luxembourgeoise († 6 août 1920),
- 6 juillet : Louis Bombled, peintre, dessinateur et graveur français († 9 octobre 1927),
- 14 juillet : Gustav Klimt, peintre autrichien († 6 février 1918),
- 15 juillet : Henri Laurent-Desrousseaux, peintre, céramiste et illustrateur français († 11 août 1906),
- 18 juillet : Richard Ranft, peintre paysagiste, dessinateur et graveur suisse († 13 juin 1931),
- 19 juillet : Eugène François Deshayes, peintre orientaliste français († 1939).
- 22 juillet :
  - Alfredo Helsby, peintre chilien  († 24 juillet 1933),
  - Charles Léandre, illustrateur, lithographe, caricaturiste, dessinateur, sculpteur et peintre français († 24 mai 1934),
  - Louis Roy, peintre et graveur français († 22 juin 1907),

- 3 août : Jules-Victor Verdier, peintre français († 7 novembre 1926),
- 5 août : Marcel Baschet, peintre et illustrateur français († 28 décembre 1941),
- 6 août : Armand Rassenfosse, peintre et lithographe belge († 28 janvier 1934),
- 7 août : Henri Le Sidaner, peintre post-impressionniste français († 16 juillet 1939),
- 26 août : Achille Chainaye, sculpteur et journaliste belge († 20 décembre 1915),
- 27 août : Abram Arkhipov, peintre russe († 25 septembre 1930),
- 31 août : Eugène Martial Simas, peintre, décorateur de théâtre, architecte d'intérieur, cartonnier et illustrateur français († 30 septembre 1939),

- 9 septembre : Maurice Eliot, peintre, pastelliste, graveur, illustrateur et professeur de dessin français († 21 août 1945),
- 12 septembre : Émile Duray, peintre français d'origine belge († 18 mai 1937),
- 14 septembre : David Estoppey, peintre, dessinateur et lithographe suisse († 4 janvier 1952),
- 20 septembre : Hyacinthe Royet, peintre, illustrateur et affichiste français († 1926),
- 21 septembre : Maurice Chabas, peintre symboliste français († 11 décembre 1947),
- 27 septembre : Auguste François-Marie Gorguet, peintre, dessinateur, graveur et affichiste français († 29 avril 1927),
- 26 octobre : Hilma af Klint, artiste suédoise, pionnière de l'art abstrait († 21 octobre 1944),

- 9 octobre : Henri Dodelier, militaire, illustrateur et peintre français († vers 1945),
- 10 octobre : Antoine de La Rochefoucauld, peintre et collectionneur d'art français († 8 septembre 1959),
- 15 octobre : Julia Abel-Truchet, peintre française († 15 avril 1935),
- 26 octobre : Paul Place-Canton, peintre français († 19 mars 1908),
- 27 octobre : Antoine-Louis Manceaux, peintre, illustrateur et lithographe français  († 13 novembre 1939),
- 30 octobre : Eugenio Cisterna, peintre et décorateur italien († 22 septembre 1933),

- 13 novembre : Julien Chappée, peintre, collectionneur et archéologue français († 17 octobre 1957),
- 17 novembre : Maurice Lobre, peintre français († 22 mars 1951),
- 22 novembre : Consuelo Fould, peintre française († 17 mai 1927),
- 23 novembre :
  - Théo van Rysselberghe, peintre belge († 13 décembre 1926),
  - Salvador Viniegra, peintre d'histoire et mécène espagnol († 29 avril 1915),
- 28 novembre : Albert Rigolot, peintre français († 25 avril 1932),

- 4 décembre : Constant Montald, peintre et sculpteur belge († 5 mars 1944),
- 9 décembre : Ernest de Chamaillard, peintre français de l'École de Pont-Aven († 30 septembre 1931),
- 12 décembre : Fernand Maillaud, peintre et illustrateur français († 30 août 1948),
- 22 décembre : Marthe Élisabeth Barbaud-Koch, peintre française († après 1928),
- 24 décembre : Vassili Bakcheïev, peintre et enseignant russe puis soviétique († 28 septembre 1958),
- 26 décembre : François Gauzi, peintre et graveur français († 23 octobre 1933),

- ? : Tullio Allegra, peintre italien († 1934),

## Décès
- 10 février : Jacques Rothmuller, peintre et lithographe français (° 29 décembre 1804),
- 15 mars : Henry Scheffer, peintre français d'origine néerlandaise (° 25 septembre 1798),
- 17 mars : Jan Adam Kruseman, peintre néerlandais (° 12 février 1804),
- 23 mars : Sophie Adlersparre, peintre suédoise (° 6 mars 1808),
- 5 avril : Barend Cornelis Koekkoek, peintre néerlandais (° 11 octobre 1803),
- 5 mai : Léon Soulié, peintre français (° 17 novembre 1804),
- 13 mai : Fredric Westin, peintre d'histoire et de portrait suédois (° 22 septembre 1782),
- 27 mai : Alexandre-François Caminade, peintre français (° 14 décembre 1783),
- 24 juillet : Michel-Philibert Genod, peintre français (° 20 septembre 1796),
- 7 novembre : Charles Mozin, peintre français (° 12 mars 1806),
- 17 novembre : Maria Margaretha van Os, peintre de fleurs des Pays-bas (° 1779 ou 1780),
- 5 décembre : Félix De Vigne, peintre et archéologue belge (° 16 mars 1806),
- 18 décembre : Jean-Charles Develly, dessinateur et peintre français (° 1er octobre 1783),
- ?
  - Abel Dufresne, magistrat, peintre  et homme de lettres français (° 8 novembre 1788),
  - Shuki Okamoto, peintre japonais (° 1807),
  - Pietro Ronzoni, peintre italien (° 1781).